# Chasing The Saturdays
„Chasing The Saturdays“ е вторият EP албум на британската поп-група Сатърдейс издаден през януари 2013. Това е първият албум на групата издаден за САЩ и Канада.

## Списък с песните

### Оригинален траклист
1. „What About Us“ – 3:24
2. „All Fired Up“ – 3:11
3. „Higher“ (с Фло Райда) – 3:18
4. „Notorious“ – 3:11
5. „Ego“ (сингъл mix) – 3:10

### Интернационално алтернативно издание
1. „Get Ready, Get Set“ – 3:28